# Paese delle Meraviglie
Il Paese delle Meraviglie (in originale Wonderland) è un paese immaginario, ambientazione principale del libro per bambini Le avventure di Alice nel Paese delle Meraviglie scritto da Lewis Carroll.

## Geografia

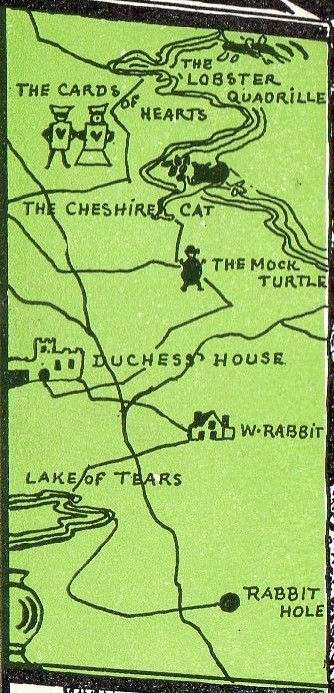
Mappa del Sottomondo nell'edizione del 1899

Nella storia, il Paese delle Meraviglie si trova sottoterra, e Alice lo raggiunge attraversando una tana di Coniglio, probabilmente sulle rive del Tamigi tra Folly Bridge e Godstow.
Il Paese è costellato di alberi e funghi. Tra i vari abitanti, troviamo il Bruco, Bill (la Lucertola), il Piccione (che, presumibilmente, abita su un albero molto vicina alla dimora della Duchessa), covando tranquillamente le sue uova finché non scambia la bambina per un Serpente, il Lacchè-Pesce (commissario della Regina) e il Valletto-Ranocchio (appartenente alla Nobile signora), il Gatto del Cheshire, il Cappellaio Matto, il Ghiro Dormiglione.
La maggior parte della popolazione è costituita prevalentemente da Carte da Gioco (il Re e la Regina di Fiori, Picche e Denari con i loro rispettivi mazzi) anche se i sovrani assoluti del Regno sono, però, il Re e la Regina di Cuori (il primo riveste anche il ruolo da Magistrato nel Paese) oltre al Fante di Cuori, principale personaggio ricorrente ad una celebre filastrocca popolare britannica, ed all'Esecutore.
Il luogo in cui approda Alice è, in particolar modo, rivestito da immensi giardini e piante meravigliose, anche se non manca di presentare le varie abitazioni dei diversi personaggi, in particolare del Coniglio Bianco, della Duchessa Brutta, della Lepre Marzolina, in un'interpretazione pressoché curata. Nel Paese delle Meraviglie non viene tralasciata nemmeno la brezza marina: sulla riva, vive infatti la Tartaruga d'Egitto, e si suppone sia anche la dimora del Grifone, in quanto Alice lo nota raggomitolato su sé stesso che sonnecchia sopra una roccia illuminata dai caldi raggi solari.

## Abitanti
- Coniglio Bianco
- Dodo
- Pallietto
- Bill la lucertola
- Bruco
- Il Piccione
- Valletto-Pesce
- Valletto-Ranocchio
- Duchessa Brutta
- Bambino/Porcellino
- Cuoca
- Gatto del Cheshire
- Cappellaio Matto
- Lepre Marzolina
- Ghiro
- Due di Picche
- Cinque di Picche
- Sette di Picche
- Fante di Cuori
- Re di Cuori
- Regina di Cuori
- Boia
- Grifone
- Tartaruga d'Egitto